# Valdo Filho
Valdo Filho, född den 12 januari 1964 i Siderópolis, Brasilien, är en brasiliansk fotbollsspelare som tog OS-silver i fotbollsturneringen vid de olympiska sommarspelen 1988 i Seoul.